# سانشو ألفونسو (كونت ألبوركويركي)
سانشو ألفونسو دي كاستيا (1342-1374)؛ والمعروف في الإسبانية بـ دون سانشو ألفونسو دي كاستيا، هو إنفانتي قشتالة، وكونت ألبوركويركي الأول.
ولد سانشو في إشبيلية بحيث كان التاسع من عشرة الأطفال غير الشرعيين لملك ألفونسو الحادي عشر القشتالي وعشيقته ليونور دي غوزمان، لاحقاً شارك في ثورة النبلاء القشتالية ضد حكم أخيه بيدرو القاسي ملك قشتالة الاستبدادي.
في 1373 تزوج انفانتا بياتريس ابنة بيدرو الأول ملك البرتغال وإينيس دي كاسترو، وكان لديهم طفلان: الدون فرناندو سانشيز كونت ألبوركويركي الثاني، ودونا ليونور من ألبوركويركي التي تزوجت من فرناندو الأول ملك أراغون.
ولديه أيضا ابنة غير شرعية، الدونا ليونور سانشيز دي كاستيا التي تزوجت من فادريكي دي كاستيا وبونكو دي ليون، الابن غير الشرعي لشقيقه إنريكي الثاني.